# Gianni Vermeersch
Gianni Vermeersch (Roeselare, Flandes Occidental, 19 de novembre de 1992) és un ciclista belga, professional des del 2011. Actualment corre a l'equip Alpecin-Deceuninck. Combina la carretera amb el ciclocròs. En el seu palmarès hi destaca el campionat del món de gravel.

## Palmarès en ruta
- 2015
  - Vencedor de 2 etapes a la Volta a la Província de Lieja
- 2017
  - 1r a la Slag om Norg
- 2018
  - Vencedor d'una etapa al Tríptic de les Ardenes
  - Vencedor de 2 etapes a la Volta a la Província de Lieja
- 2020
  - 1r a l'Antwerp Port Epic
- 2022
  - Vencedor d'una etapa als Quatre dies de Dunkerque
- 2024
  - 1r a la Dwars door het Hageland

### Resultats al Giro d'Itàlia
- 2021. 87è de la classificació general

### Resultats a la Volta a Espanya
- 2022. 82è de la classificació general

## Palmarès en gravel
- 2022
  -  Campió del món de gravel